# Kemmleinsmühle
Kemmleinsmühle ist ein Gemeindeteil der Großen Kreisstadt Dinkelsbühl im Landkreis Ansbach (Mittelfranken, Bayern). Kemmleinsmühle liegt in der Gemarkung Hellenbach.

## Geografie
Die Einöde liegt am Hellenbach, der 0,5 km weiter südwestlich als linker Zufluss in die Wörnitz mündet, und ist von Acker- und Grünland umgeben. Eine Gemeindeverbindungsstraße führt nach Pfaffenhof (0,2 km nördlich) bzw. zur Bundesstraße 25 (0,3 km südwestlich).

## Geschichte
Der Ort wurde 1440 als „Kemlinsmuele“ erstmals urkundlich erwähnt.
Die Fraisch über Kemmleinsmühle war strittig zwischen dem ansbachischen Oberamt Feuchtwangen, dem oettingen-spielbergischen Oberamt Dürrwangen und der Reichsstadt Dinkelsbühl. Sie gehörte zur Realgemeinde Hellenbach. Die Mühle hatte das Spital der Reichsstadt Dinkelsbühl als Grundherrn. Von 1797 bis 1808 unterstand der Ort dem Justiz- und Kammeramt Feuchtwangen.
Im Jahr 1809 wurde Kemmleinsmühle infolge des Gemeindeedikts dem Steuerdistrikt Schopfloch und der Ruralgemeinde Lehengütingen zugeordnet. Mit dem Zweiten Gemeindeedikt (1818) wurde der Ort in die neu gebildete Ruralgemeinde Hellenbach überwiesen. Am 1. Juli 1971 wurde Kemmleinsmühle im Zuge der Gebietsreform in Bayern nach Dinkelsbühl eingegliedert.

### Baudenkmal
- Haus Nr. 1: ehemaliges Mühlengebäude[13]

### Einwohnerentwicklung
| Jahr      | 001818 | 001840 | 001861 | 001871 | 001885 | 001900 | 001925 | 001950 | 001961 | 001970 | 001987 | 002015 |
| Einwohner | 8      | 7      | 7      | 7      | 8      | 6      | 8      | 9      | 6      | 4      | 7      | 8      |
| Häuser    | 1      | 1      |        |        | 1      | 1      | 1      | 1      | 1      |        | 1      |        |
| Quelle    | [ 15 ] | [ 16 ] | [ 17 ] | [ 18 ] | [ 19 ] | [ 20 ] | [ 21 ] | [ 22 ] | [ 23 ] | [ 24 ] | [ 25 ] | [ 1 ]  |

## Religion
Der Ort ist seit der Reformation evangelisch-lutherisch geprägt und bis heute nach St. Wendelin (Lehengütingen) gepfarrt. Die Katholiken sind nach St. Georg (Dinkelsbühl) gepfarrt.